# فرودگاه باگاباگ
فرودگاه باگاباگ (به انگلیسی: Bagabag Airport) یک فرودگاه همگانی با کد یاتا BGN است که یک باند فرود کامپوزیت دارد و طول باند آن ۱۲۰۰ متر است. این فرودگاه در کشور فیلیپین قرار دارد و در ارتفاع ۲۵۰ متری از سطح دریا واقع شده‌است.